# Politica del caffellatte

Gli Stati di Minas Gerais e São Paulo

Nella storia del Brasile, la politica del caffellatte (política do café com leite in portoghese), finalizzata all'egemonia politica nazionale paulista e mineira, fu attuata nella República Velha a partire dalla presidenza di Campos Sales (1898-1902), mediante presidenti civili fortemente influenzati dal settore agrario degli Stati brasiliani di San Paolo — grande produttore di caffè — e di Minas Gerais — grande produttore di latte e maggiore collegio elettorale nel Paese federale dell'epoca — impedendo che la carica principale del potere esecutivo fosse occupata da rappresentanti di altri Stati economicamente importanti dell'epoca, quali il Rio Grande do Sul e il Pernambuco.

Tale politica continuò fino alla Rivoluzione del 1930.
Monopolizzavano la scena i rappresentanti del Partido Republicano Paulista (PRP) e del Partido Republicano Mineiro (PRM), che controllavano le elezioni e godevano dell'appoggio delle élite agrarie di altri Stati del Brasile.

## Politica dei governatori
La Prima Repubblica brasiliana si aprì con la República da Espada (1889-1894), che vide presidenti i marescialli Deodoro da Fonseca e Floriano Peixoto; terminò con la Rivoluzione del 1930 e l'ascesa al potere di Getúlio Vargas. 
Si stabilì il potere dei governatori degli Stati (Politica dei governatori), che avevano una grande autonomia in relazione al governo federale, e si organizzavano per scegliere il presidente della repubblica; questi aveva un mandato di quattro anni e non era rieleggibile. Presidenti e governatori avevano la prerogativa di poter destituire (cosiddette "decapitazioni") quei deputati e senatori eletti, che non erano di loro gradimento, attraverso le Commissioni di Verifica dei Poteri, che esistevano nei congressi statuali (attuali assemblee legislative degli Stati [federati]) e nel Congresso nazionale. Il voto non era segreto, il che rendeva il voto con la cavezza e la frode elettorale pratiche comuni.
Il presidente Campos Sales, che assunse la carica nel 1898, preferiva usare l'espressione "Politica degli Stati" per riferirsi alla politica dei governatori. 
Le elezioni presidenziali si tenevano, ogni quattro anni, il 1º marzo, e l'insediamento degli eletti avveniva il 15 novembre nell'anno dell'elezione presidenziale. Il candidato ufficiale alla presidenza era scelto attraverso un accordo nazionale tra i presidenti degli Stati.
In conformità a tale opera di ingegneria politica, il potere federale non interferiva nella politica interna degli Stati e i governi statuali non interferivano nella politica dei municipi, garantendosi autonomia politica e tranquillità nazionale.

## La politica del caffellatte

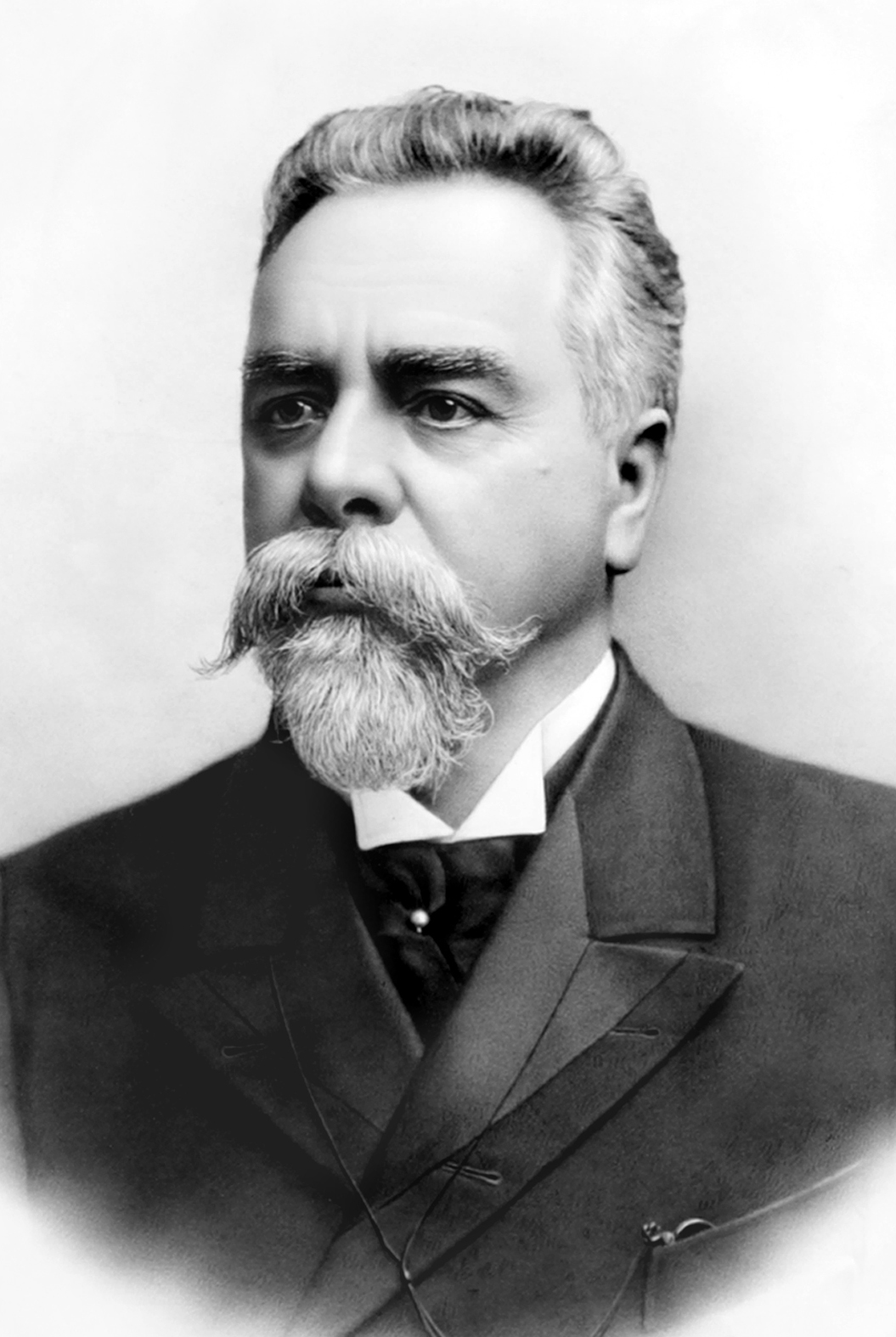
Campos Sales, il primo presidente nella politica del caffellatte

Il potere finanziario degli aristocratici rurali del Minas Gerais e del San Paolo, accresciutosi nel secolo precedente, aveva permesso che i loro politici raggiungessero una rilevanza nazionale. In questo modo, la politica del caffellatte consolidò il potere delle famiglie più abbienti, dando luogo ad oligarchie. I paulistas e i mineiros occupavano le cariche di presidente della Repubblica, vicepresidente e di titolare dei ministeri di Giustizia, Finanza e Agricoltura, più altri. Negli Stati [federati], poche famiglie si spartivano la carica di governatori di ciascuno Stato; i segretariati di Finanze, Istruzione e Salute; la prefeitura (ruolo affine a quello del nostro sindaco) della capitale; la direzione della Polizia di Stato [federato]; la direzione della Stampa Ufficiale; la presidenza delle Banche di Stato [federato]; e la presidenza dell'Assemblea legislativa.
Nel Minas Gerais, ad esempio, le principali famiglie che controllavano il potere grazie alla politica del caffellatte erano rappresentate quanto meno da: Cesário Alvim; Crispim Jacques Bias Fortes; Júlio Bueno Brandão; Afonso Pena, che divenne presidente; Francisco Sales, che fondò una banca; Artur Bernardes, che divenne anch'egli presidente. Per accedere all'oligarchia mineira, erano essenziali i legami familiari, l'istruzione e il potere finanziario. Tale oligarchia era altresì aperta agli individui di talento che si formavano principalmente in diritto presso le università di Rio de Janeiro e San Paolo. Tornati nello Stato, diventavano pubblici ministeri, giudici, sposavano ragazze dell'élite e potevano diventare politici venendo eletti come consiglieri, sindaci e deputati. Ancora, l'oligarchia mineira controllava il potere attraverso il Partito Repubblicano di Minas Gerais (PRM). La lista dei candidati era organizzata dalla Commissione esecutiva del PRM, che inviava i nomi al governatore dello Stato perché valutasse se approvarli. Per entrare in questa lista, il candidato doveva godere della fiducia dei capi politici della regione, i "colonnelli", o essere nominato dal governo sulla base del talento e della cultura. Nel Partido Republicano Mineiro non c'era spazio per i dissidenti, che venivano espulsi.
San Paolo (produttori di caffè) e Minas Gerais (produttore di latte) erano gli Stati più ricchi e popolosi nel Brasile della Vecchia Repubblica. L'oligarchia paulista si compattava nel Partido Republicano Paulista (PRP), e quella mineira nel Partido Republicano Mineiro (PRM). Consapevoli di ciò, questi due partiti si alleavano per far prevalere i loro interessi. In numerosi casi il PRP e il PRM scelsero un candidato unico per l'elezione del presidente: una volta il candidato era indicato dal San Paolo e appoggiato dal Minas Gerais, la volta successiva si dava il contrario. Per tale motivo, la maggior parte dei presidenti della República Velha rappresentavano gli interessi delle oligarchie paulista e mineira. Questa alternanza di presidenti tra San Paolo e Minas Gerais nella presidenza della repubblica brasiliana è l'aspetto centrale della politica del caffellatte.
La neonata repubblica, attraverso la politica dei presidenti di Stato [federato] (governatori), continuava le pratiche centraliste del defunto impero che controllavano, da un lato, il potere locale grazie ai "colonnelli", e, da un altro, corroboravano i presidenti stessi.
La República Velha aveva già tra i suoi principali leader le oligarchie di San Paolo e Minas Gerais legate al settore agro-esportativo, rappresentato dai coltivatori di caffè del San Paolo, poiché il caffè era il settore più dinamico dell'economia brasiliana. Per questo motivo, i primi interventi del governo civile repubblicano furono volti a garantire la cooperazione dei creditori stranieri, con il nuovo regime che si impegnava a pagare i debiti contratti con loro dai coltivatori di caffè brasiliani.
Il noto accordo sul debito estero del 1898 — il prestito di finanziamento — fu finanziato al costo di un aumento delle tasse, della paralisi dei lavori pubblici e dell'abbandono dell'idea di promuovere l'industria nazionale. Questa politica recessiva e impopolare adottata dal presidente Campos Sales fu realizzata con l'appoggio dei governatori statuali, attraverso un compromesso per cui essi avrebbero ricevuto risorse e cariche pubbliche, più la garanzia che il governo federale non avrebbe appoggiato i gruppi di opposizione statuali. In altre parole, tutto questo avvenne grazie alla politica dei governatori.
Vale la pena notare, tuttavia, che per ottenere il sostegno al "prestito di finanziamento", il presidente Campos Sales, che era del San Paolo, chiese un aiuto straordinario dal Minas Gerais, che aveva 37 deputati federali ed era il collegio più numeroso dell'Assemblea in ragione della sua popolazione. Nel 1899, Silviano Brandão, governatore del Minas Gerais, accettò il patto con il San Paolo per alternarsi al potere come Stati, usufruendo entrambi del proprio vantaggio economico sul resto degli Stati. In un Paese in cui la maggior parte della popolazione era povera e analfabeta, e in cui mancavano le infrastrutture elementari, anche per collegare gli Stati federati tra loro, la Repubblica federale era destinata a implodere, come aveva previsto Dom Pedro II, dopo la fine della democrazia imposta da Deodoro da Fonseca con la chiusura del Congresso nel 1891. Questo accordo tra gli agrari esportatori paulistas e mineiros – anelanti ad un potere politico corrispondente a quel potere finanziario che avevano accumulato alla fine del XX secolo – trasformò il federalismo in Brasile stabilendo privilegi ufficiali per i due Stati durante la República Velha.
La politica del caffellatte, come venne chiamata questa alleanza, permise alla borghesia del caffè di San Paolo di controllare la politica monetaria e dei tassi di cambio a livello nazionale e di negoziare prestiti all'estero per l'acquisto dei sacchi di caffè in esubero, in breve, una politica di intervento ancora più attiva che garantiva ai coltivatori di caffè profitti sicuri. Per il Minas Gerais, il sostegno al San Paolo garantiva la nomina di membri dell'élite del Minas Gerais a cariche federali, e fondi per opere pubbliche, come la costruzione di ferrovie.
Questa politica creata da Campos Sales durante le trattative (démarches) per la sua successione fu spiegata da lui stesso nel suo libro Da propaganda à presidência (Dalla propaganda alla presidenza), esprimendo la necessità di predisporre egli stesso la propria successione presidenziale nel 1902, per la quale Campos Sales nominò Rodrigues Alves, di São Paulo, come suo candidato alla presidenza:
(Campos Sales)
La politica del caffellatte, iniziata con il governo di Campos Sales negli anni 1890, terminò ufficialmente con la Rivoluzione del 1930, che portò al potere in Brasile Getúlio Vargas. Tuttavia, aveva mostrato segni di debolezza già nel corso della Vecchia Repubblica, quando i movimenti politici avevano tentato di interrompere l'alternanza al potere di Minas Gerais e São Paulo, ad esempio con la "Reazione repubblicana", ovvero l'elezione di Epitácio Pessoa (1919), e con la "Campanha Civilista", cioè con l'elezione del "gaúcho" e figlio di alagoano Hermes da Fonseca (1910) – anche se alla fine si trattava di concessioni da parte delle oligarchie di São Paulo e Minas Gerais — il Patto di Pedras Altas (1923), e la formazione di Aliança Libertadora, nel Rio Grande do Sul, e del Partido Democrático (1930), nel São Paulo.
Questa politica fu violata quando l'allora presidente Washington Luís, paulista, appoggiò la candidatura del suo conterraneo Júlio Prestes, il che contrariò la élite mineira, che si alleò dunque alla élite di Rio Grande do Sul formando la Aliança Liberal e lanciando la candidatura del gaúcho Getúlio Vargas per contendere la presidenza. Altro fattore favorente il sovvertimento di questa politica fu la Crisi del 1929, quando il prezzo del caffè brasiliano crollò sul mercato internazionale, privando i baroni del caffè del loro potere politico.
A seguito di questo conflitto tra Washington Luís e i mineiros, guidati dal presidente del Minas Gerais, Antônio Carlos Ribeiro de Andrada, ebbe luogo la Rivoluzione del 1930, che impedì l'insediamento del presidente del San Paolo, che era stato eletto presidente del Brasile; Júlio Prestes, depose Washington Luís e scalzò i paulistas dal potere federale. Il San Paolo tentò una reazione nel 1932, con la 
Rivoluzione costituzionalista, che però fallì. Júlio Prestes è diventato così l'ultimo paulista a essere eletto presidente del Brasile fino all'elezione di Jair Bolsonaro — nativo del San Paolo, ma con base elettorale a Rio de Janeiro — mentre Jânio Quadros, Fernando Henrique Cardoso e Lula da Silva avevano basi elettorali nel San Paolo, pur provenendo da altri Stati. A rigore, tuttavia, l'ultimo presidente "ufficialmente" eletto grazie alla politica del caffellatte fu Washington Luís. 
Tuttavia, nel periodo compreso tra i decenni del 1890 e del 1930, il caffè del San Paolo dovette affrontare una crescente concorrenza internazionale, in quanto il caffè proveniente da altri Paesi iniziò a offrire prezzi più competitivi. Di conseguenza, l'imposta sull'esportazione, che veniva regolarmente aumentata e aveva un'importanza crescente nel gettito fiscale del San Paolo, divenne meno redditizia, in quanto aumentava il prezzo del caffè del San Paolo sul mercato internazionale - l'imposta sull'esportazione era fondamentalmente pagata dagli acquirenti internazionali. Inoltre, le imposte sulle esportazioni e le altre tasse riscosse dallo Stato di San Paolo durante il periodo di massimo splendore del ciclo del caffè, pur essendo ingenti, non erano sufficienti a pagare la spesa dello Stato per gli investimenti infrastrutturali.
Con l'eccesso di offerta di caffè a livello internazionale e il conseguente calo dei prezzi, l'indebitamento interno e l'arma a doppio taglio delle tasse sulle esportazioni, lo Stato di San Paolo doveva trovare un modo per rendere più pregiato — quindi più redditizio —  il suo prodotto sul mercato, e trovare anche un sostituto alle tasse sulle esportazioni. Iniziò quindi ad accumulare sacchi di caffè, che acquistava dai produttori con l'intento di toglierli dal mercato, riducendo l'offerta e aumentando il valore del prodotto stesso. Creò anche altri tipi di tasse per sostituire quelle sulle esportazioni, tassando sostanzialmente l'industria, il commercio e la proprietà. Queste nuove imposte, tuttavia, non erano sufficienti a coprire le spese, che venivano ulteriormente aumentate dalla politica di valorizzazione e dall'acquisto di innumerevoli sacchi di caffè da parte del governo statale. Per questo motivo, il San Paolo iniziò a ricorrere a prestiti, sia all'interno del Brasile che all'estero, dal momento che il governo centrale, nell'accordo del 1891, aveva dato allo Stato carta bianca per gestire i propri conti in modo del tutto discrezionale. Nel 1908, il San Paolo investiva già un importo pari al 119% di tutte le altre spese messe insieme nella politica di rivalutazione del caffè, denaro proveniente da fonti estere. Nel 1930, lo Stato aveva contratto 25 prestiti internazionali. La situazione arrivò a un punto tale che il debito internazionale del San Paolo, senza tenere conto di quello che doveva ai creditori brasiliani, rappresentava più del 60% del debito combinato di tutti gli Stati brasiliani nel 1933. 
Nel contrattare tali prestiti all'estero, lo Stato di San Paolo ebbe l'appoggio del governo federale, controllato da paulistas e mineiros durante la politica del caffellatte. Per mantenere bassi gli interessi su questi prestiti, a tutto vantaggio dello Stato [federato], era il governo federale a offrire garanzie ai creditori internazionali, una pratica iniziata sotto il presidente Campos Sales, già governatore del San Paolo. L'ultimo prestito internazionale di questo tipo fu il Realisation Loan, stipulato nel 1930 per 98 milioni di dollari, organizzato da J. Henry Schroeder. Con l'enorme indebitamento dello Stato e i problemi finanziari globali iniziati con la Prima Guerra Mondiale e culminati nel crollo della Borsa di New York del 1929, la fonte estera si esaurì e il San Paolo iniziò a ricorrere direttamente agli aiuti finanziari del governo federale per mantenere la sua politica di "valorizzazione", nonché le altre spese infrastrutturali, come la costruzione di ferrovie nello Stato stesso.
Con la fine della politica del café con leche, lo Stato di San Paolo, insoddisfatto della riduzione dei suoi privilegi a livello federale sotto Getúlio Vargas, lanciò la Rivoluzione costituzionalista. Nei negoziati di pace, Getúlio Vargas si impegnò ad assumere il pagamento dei debiti esteri dello Stato di San Paolo attraverso il governo federale. Quanto alle obbligazioni del debito pubblico brasiliano, l'importo dovuto al San Paolo aveva un rating di 2, il secondo più alto, mentre il debito di tutti gli altri Stati aveva un rating di 4, 8 e i creditori dello Stato del Ceará, ad esempio, ricevevano solo il 12% del valore nominale delle loro obbligazioni.
Le cicatrici di questa politica furono profonde e condizionano il progetto del Paese fino ad oggi, attraverso modifiche permanenti che da allora hanno differenziato il federalismo in Brasile dal funzionamento di questo sistema nel resto dei Paesi del mondo, compresi gli Stati Uniti, che più di ogni altro Stato hanno contribuito alla diffusione del modello federalista.

## Conseguenze
Il risultato principale della politica del caffellatte è stata la trasformazione strutturale del federalismo in Brasile che, secondo gli studiosi, era già in partenza diverso dal federalismo degli Stati Uniti d'America.
Considerando che, per la definizione di federalismo, gli Stati che compongono uno Stato federale dovrebbero essere uguali tra loro, quando due Stati controllano la macchina statale, si crea uno squilibrio che va contro il concetto stesso di federalismo. Con due Stati che emergono sugli altri in termini di importanza, il Brasile aveva creato uno pseudo-federalismo altamente regionalizzato.
Per tenere per sé la ricchezza generata dalle esportazioni, il San Paolo, ancor più del Minas Gerais, investì molto nelle proprie infrastrutture e nel proprio mercato. In questo modo, creò una crescita artificiosa - secondo alcuni analisti - indebitandosi enormemente per mantenere l'alto livello delle esportazioni. Il São Paulo quindi finanziò il proprio successo attraverso prestiti, poi rimborsati dal governo federale sotto Getúlio Vargas. Le sue infrastrutture furono notevolmente migliorate durante il periodo. Lo stesso non avvenne per altri Stati, soprattutto nel Nordest, che si impoverirono ulteriormente non solo per il mancato adattamento al sistema capitalistico del XX secolo, ma anche per la cattiva distribuzione delle risorse da parte del governo federale. Così, hanno iniziato a fornire migranti allo Stato di San Paolo e ad altri del Sud-Est brasiliano.
Tutto ciò, insieme alla grande e rapida concentrazione di popolazione, spiega le posizioni di rilievo che Minas Gerais e San Paolo occupano ancor oggi tra gli Stati brasiliani.

## Presidentimineiros(PRM)
- Afonso Pena - presidente della Repubblica (1906-1909)
- Venceslau Brás - presidente della Repubblica (1914-1918)
- Delfim Moreira - presidente della Repubblica (1918-1919) - eletto vicepresidente, assunse la presidenza alla morte del paulista  Rodrigues Alves.
- Epitácio Pessoa - presidente della Repubblica (1919-1922), nato nello Stato di Paraíba.
- Artur Bernardes - presidente della Repubblica (1922-1926)

## Presidentipaulistas(PRP)
- Campos Sales - presidente della Repubblica (1898-1902)
- Rodrigues Alves - presidente della Repubblica (1902-1906) e rieletto nel 1918, quando però non entrò in carica, a causa di una malattia.
- Washington Luís - presidente della Repubblica (1926-1930), nato nello Stato di Rio de Janeiro.
- Júlio Prestes - presidente della Repubblica (mandato 1930-1934; non entrò in carica); il PRM voleva nominarlo presidente di questo periodo; poiché il PRP insisteva a rimanere al potere, la popolazione del Minas Gerais si schierò a favore della Rivoluzione del 1930, ponendo fine alla vecchia repubblica.

## Eccezioni
Le eccezioni del periodo furono Nilo Peçanha, del Partido Republicano Fluminense, che assunse la presidenza della Repubblica dopo la morte di Afonso Pena, occupando la carica tra il 1909 e il 1910, e Hermes da Fonseca, del Partido Republicano Conservador, che occupò la presidenza dal 1910 al 1914.